# Turtle Beach Corporation
Die Turtle Beach Corporation (häufig nur als Turtle Beach bezeichnet) ist ein globaler Hersteller von Computerspielzubehör mit Sitz in San Diego, Kalifornien. Turtle Beach produziert Gaming-Headsets für Xbox One, PlayStation 4, PC, Nintendo Switch und mobile Geräte (einschließlich Tablets). Die Wurzeln des Unternehmens reichen bis in die 1970er Jahre zurück, als es Soundkarten, MIDI-Synthesizer sowie verschiedene Audio-Softwarepakete und Netzwerk-Audiogeräte entwickelte.
Das Unternehmen begann 2005 mit der Herstellung von Gaming-Headsets und entwickelte mit der Einführung des X51 das allererste Gaming-Headset für Spielkonsolen. Turtle Beach gilt als eine der führenden Gaming-Audio-Marken und wird an der NASDAQ unter dem Börsentickersymbol „HEAR“ öffentlich gehandelt.

## Geschichte

### Frühgeschichte: 1975–2005
Turtle Beach hat Wurzeln, die bis 1975 in Elmsford, New York, zurückreichen, gegründet als „Turtle Beach Softworks“ von Roy Smith und Robert Hoke. Das erste Produkt des Unternehmens war ein grafisches Bearbeitungssystem, das das bahnbrechende Ensoniq Mirage Sampling-Keyboard unterstützte. Das Mirage war das erste kostengünstige Sampling-Gerät, das es Musikern ermöglichte, bei ihren Auftritten realistische Chöre, Klaviere, Hörner und andere Instrumente zu spielen. Die Software mit dem Namen „Vision“ verband das Mirage mit einem PC und nutzte den Bildschirm und die Grafiken des PCs, um die Programmierung und Bearbeitung von Klängen erheblich zu erleichtern. Ensoniq beschloss, Vision über sein Händlernetz weiterzuverkaufen, und Turtle Beach Softworks wurde zu einem profitablen Unternehmen.
1988 begann Turtle Beach mit der Entwicklung seines ersten Hardware-Produkts, eines festplattenbasierten Audio-Bearbeitungssystems. Das Produkt wurde als eines der ersten seiner Art als „56K Digital Recording System“ bezeichnet und 1990 auf den Markt gebracht. Im Jahr 1990 begann Turtle Beach mit der Entwicklung seiner zweiten PC-Soundkarte. Diese Karte verwendete A/D und D/A von hoher Qualität, einen hochwertigen Synthesizer von eMu und einen integrierten DSP-Chip. Dieses Produkt wurde „MultiSound“ genannt. Das MultiSound-Produkt konkurrierte mit etablierteren Produkten der damaligen Zeit von Advanced Gravis (heute nicht mehr im Handel), Ad Lib, Inc. (heute nicht mehr im Handel), Creative Labs und Media Vision. Das Music Kit und die DSP-Tools von CCRMA, die auf Motorola 56001 DSP liefen und ursprünglich für das NeXTcube-System entwickelt worden waren, wurden später mit Turtle Beach Fiji/Pinnacle DSP-Karten auf NeXTSTEP portiert.
Im Dezember 1996 wurde das Unternehmen von ICS an Voyetra Technologies in Yonkers, New York, verkauft. Das neue kombinierte Unternehmen sollte schließlich unter dem Namen Voyetra Turtle Beach bekannt werden. Voyetra wurde 1975 ursprünglich von Carmine Bonanno und Fred Romano als Octave-Plateau gegründet, eine der ursprünglichen Firmen, die zum MIDI-Standard gehörten, und hatte in den frühen 1990er Jahren Treiber und Software für fast alle Soundkartenhersteller der Welt entwickelt. Als Voyetra Turtle Beach verkaufte das Unternehmen in den späten 1990er und frühen 2000er Jahren Millionen von Soundkarten an Dell.

### 2005–2013: Umgestaltung zum Headset-Hersteller
Im Jahr 2005 brachte das Unternehmen sein erstes Ear Force Gaming-Headset-Modell auf den Markt, das X51. Das Headset war für Computerspieler gedacht. In den folgenden Jahren konzentrierte sich das Unternehmen in erster Linie auf seine Produktlinien von PC- und Konsolen-Spiele-Headsets und entfernte sich fast vollständig von Soundkarten (2010 veröffentlichte es aktualisierte Versionen der Audio Advantage USB-Soundkarten). Bis 2007 hatte Voyetra Turtle Beach mehrere Headset-Modelle herausgebracht, darunter drahtlose und Surround-Sound-Modelle. Die Modelle wurden ursprünglich speziell für die Xbox 360, den PC oder die Nintendo Wii entwickelt. Turtle Beach brachte 2009 sein erstes Paar Kopfhörer speziell für die PlayStation 3 (Ear Force P21) auf den Markt.
Im Oktober 2010 erwarb die Stripes Group eine Mehrheitsbeteiligung an Turtle Beach. Im Jahr 2011 brachte das Unternehmen ein offiziell lizenziertes Call-of-Duty:-Modern-Warfare-3-Headset in limitierter Auflage auf den Markt. Im Jahr 2012 ging es eine Partnerschaft mit der Major League Gaming (MLG) ein, in deren Rahmen Headsets speziell für Turnierspiele und Verbraucher-Headsets mit offiziellem MLG-Branding auf den Markt kamen. Im selben Jahr erwarb Turtle Beach Lygo International, einen in Großbritannien ansässigen Distributor und Anbieter von Spielzubehör, der bereits seit Januar 2011 Turtle Beachs exklusiver Distributor und Support-Center für Großbritannien und Irland war.

### 2014-heute: Fusion und E-Sports-Sponsoring
Im Januar 2014 fusionierte Turtle Beach mit dem in San Diego ansässigen Audiotechnik-Hersteller Parametric Sound Corporation. Parametric war 2010 an die Börse gegangen. Im April 2014 wurde der Name des Unternehmens in Turtle Beach Corporation geändert, es begann unter dem Börsentickersymbol „HEAR“ zu handeln und eröffnete einen neuen Firmensitz in San Diego, Kalifornien. Die „UltraSound“-Technologie von Parametric, bei der Lautsprecher verwendet werden, um Töne nur in bestimmte Bereiche zu leiten, fiel ebenfalls in den Zuständigkeitsbereich von Turtle Beach.
In den Jahren 2014 und 2015 brachte das Unternehmen offizielle Headsets der Marken Titanfall und Star Wars Battlefront auf den Markt. Es folgte eine Kollektion von Tastaturen, Computermäusen und Mauspads. Im Jahr 2016 ging das Unternehmen eine Partnerschaft mit OpTic Gaming, einer E-Sport-Organisation, ein, damit das Team sein Elite Pro Tournament Gaming Headset verwenden konnte. Turtle Beach brachte auch das Stream Mic für Benutzer auf den Markt, die von ihren Konsolen und PCs aus senden. Im Jahr 2017 brachte es die ersten Headsets (die Stealth 600 und 700) heraus, die direkt drahtlos mit der Xbox-One-Konsole verbunden werden konnten. Das Stealth 600 wurde zum meistverkauften Xbox One Gaming-Headset für 2018. Das Unternehmen schloss auch einen Sponsoring-Vertrag mit Splyce ab, der nur für die Konsole gilt.
Im Jahr 2018 brachte das Unternehmen eine neue Linie von PC-spezifischen Headsets mit dem Namen „Atlas“ auf den Markt. Während des Designprozesses erhielt es Input und Feedback von den E-Sports-Teams OpTic Gaming und Astralis. Es brachte auch das für Konsolenspiele konzipierte Headset Elite Pro 2 auf den Markt. Im Dezember 2018 brachten sie eine Reihe von Ohrstöpseln („Battle Buds“) heraus, die für mobile Spiele entwickelt wurden. 2019 wurde Roccat, ein deutscher Computerspielzubehör-Hersteller, zu einem Preis von 19,2 Millionen US-Dollar aufgekauft. Im Januar 2021 gab Turtle Beach die Übernahme von Neat Microphones bekannt.

## Produkte und Marken

### Headsets
Turtle Beach stellt Gaming-Headsets für Konsolen wie die Xbox One, PlayStation 4, Nintendo Switch, PC-, Mobil- und Tablet-Geräte her. Es gilt als eine der führenden Gaming-Audio-Marken.
Gaming-Headsets sind seit etwa 2005 das Hauptproduktangebot von Turtle Beach. Es begann zunächst mit der Veröffentlichung von Headsets für PCs und Konsolen dieser Generation, darunter die Xbox 360, Wii und die PlayStation 3. Die frühen Modelle erhielten oft das Ear Force-Branding mit einer Buchstaben- oder Zahlenbezeichnung zur Unterscheidung zwischen den Konsolen (z. B. gehörten die Headsets für die Xbox 360 zur „Ear Force X“-Serie, während die Headsets für die PlayStation 3 zur „Ear Force P“-Serie gehörten).
Turtle-Beach-Headsets sind im Allgemeinen zwischen Konsolen der aktuellen Generation wie der Xbox One, PlayStation 4, Nintendo Switch und PCs sowie den meisten Mobil- und Tablet-Geräten kompatibel. Viele Modelle sind konsolenspezifisch, teilen aber das gleiche Branding und können oft plattformübergreifend verwendet werden (z. B. das Stealth 300 hat ein Modell sowohl für die Xbox One als auch für die PlayStation 4, aber beide sind technisch miteinander und mit dem Nintendo Switch und PC usw. kompatibel). Bestimmte Funktionen bei konsolenspezifischen Modellen lassen sich möglicherweise nicht von einer Plattform auf eine andere übertragen. Beispielsweise können die Stealth-600- und 700-Modelle für die Xbox One drahtlos direkt mit der Konsole verbunden werden. Dieselben Modelle für die PlayStation 4 verfügen nicht über diese Funktion. In einigen Fällen sind die Unterschiede zwischen einem konsolenspezifischen Modell und einem anderen kosmetischer Natur.
Ab 2018 verkauft Turtle Beach eine Reihe von kabelgebundenen und kabellosen Headsets unter mehreren verschiedenen Familien. Dazu gehören: Elite (Elite Pro 2 + SuperAmp, Elite SuperAmp, Elite Pro Tournament Gaming Headset, Elite 800), Stealth (Stealth 700, Stealth 600, Stealth 350VR, Stealth 300), Recon (Recon 200, Recon Camo, Recon 150, Recon 50, Recon Chat), Atlas (Elite Atlas, Atlas Three, Atlas One); und es gibt auch eigenständige Produkte, darunter das Stream-Mikrofon und die Battle Buds. Recon-Produkte sind in der Regel Einstiegsprodukte. Stealth-Produkte fügen Premium-Funktionen wie drahtlose Konnektivität, Surround-Sound, größere Lautsprecher, Memory-Schaumstoff usw. hinzu. Die Modelle der Elite-Serie gelten im Allgemeinen als Gaming-Headsets auf professionellem Niveau und/oder als High-End-Gaming-Headsets.
Die Headsets der Atlas-Serie wurden speziell für den Einsatz bei PC-Spielen entwickelt. Bei der neuesten Serie, Battle Buds, handelt es sich um eine Reihe von Gaming-Ohrhörern, die so konzipiert sind, dass sie mit mobilen Geräten sowie mit PCs und allen Konsolen kompatibel sind.

### Soundkarten und Software
Turtle Beach hat auch Soundkarten, MIDI-Synthesizer sowie verschiedene Audio-Softwarepakete und Netzwerk-Audiogeräte entwickelt.
Im Jahr 1988 entwickelte Turtle Beach sein erstes Produkt, ein festplattenbasiertes Audiobearbeitungssystem. Das Produkt wurde als „56K digitales Aufnahmesystem“ bezeichnet und 1990 veröffentlicht und galt als das erste seiner Art. Seine Karte, 56K-PC, basierte auf einem Motorola 56000 DSP-Chip und bot nichtlineare Wiedergabelistenbearbeitung von Stereo-Audiodateien. Das 56K-System war bei Radiosendern und Mastering-Studios beliebt, da es genau den gleichen digitalen Stream wiedergab, den es aufgezeichnet hatte.
Das Unternehmen hat auch einige andere Programme entwickelt, die Ensoniq-Geräte unterstützten. Während seiner Zeit als Voyetra Turtle Beach nutzte es die engen Beziehungen von Voyetra zu PC-Herstellern, indem es Soundkarten im Paket mit Voyetra-Software und Treibern anbot. Sie verkauften Millionen von Soundkarten an Dell Computer unter der Marke Turtle Beach.
Im Jahr 2001 entwickelte Voyetra Turtle Beach AudioTron, einen der ersten eigenständigen Internet-Audio-Empfänger. Das Gerät erfreute sich im ersten Jahr seiner Markteinführung eines enormen Erfolgs, sah sich aber bald einer enormen Konkurrenz durch ähnliche Produkte gegenüber. Turtle Beach zog sich 2004 aus dem Netzwerk-Audio-Markt zurück.